# Provincia de Uşak
La provincia de Uşak es una de las 81 provincias en que está dividida Turquía, administrada por un Gobernador designado por el Gobierno central.
La capital es Uşak.

## Historia
Uşak está situada en una región que alguna vez fue parte de Hatti (Imperio hitita). En tiempos más recientes fue escenario de algunos combates de la Guerra de Independencia turca (1919–23).

## Economía
Uşak es conocida por la fabricación de alfombras. Otras industrias incluyen el tratamiento del algodón, la producción de textiles de lana, y el procesamiento del cuero.
La remolacha azucarera y los cereales son los principales cultivos de esta provincia principalmente agrícola.